# Carte isochrone
Une carte isochrone (appelée également carte isochronique, plan isochrone ou diagramme isochrone) est une carte géographique qui montre des aires délimitées par des courbes isochrones, spécialement dans le domaine des sciences et de l'aménagement urbain. Une courbe isochrone est définie comme une ligne reliant des points pour lesquels quelque chose se produit en même temps. Une telle carte est parfois simplement appelée isochrone. L'hydrologie et la gestion des transports utilisent ce genre de cartes pour représenter les zones où les temps de parcours sont identiques. Le terme est également utilisé en cardiologie,, pour désigner un outil de détection visuelle des anomalies en utilisant la distribution spatiale sur le corps.

## Histoire

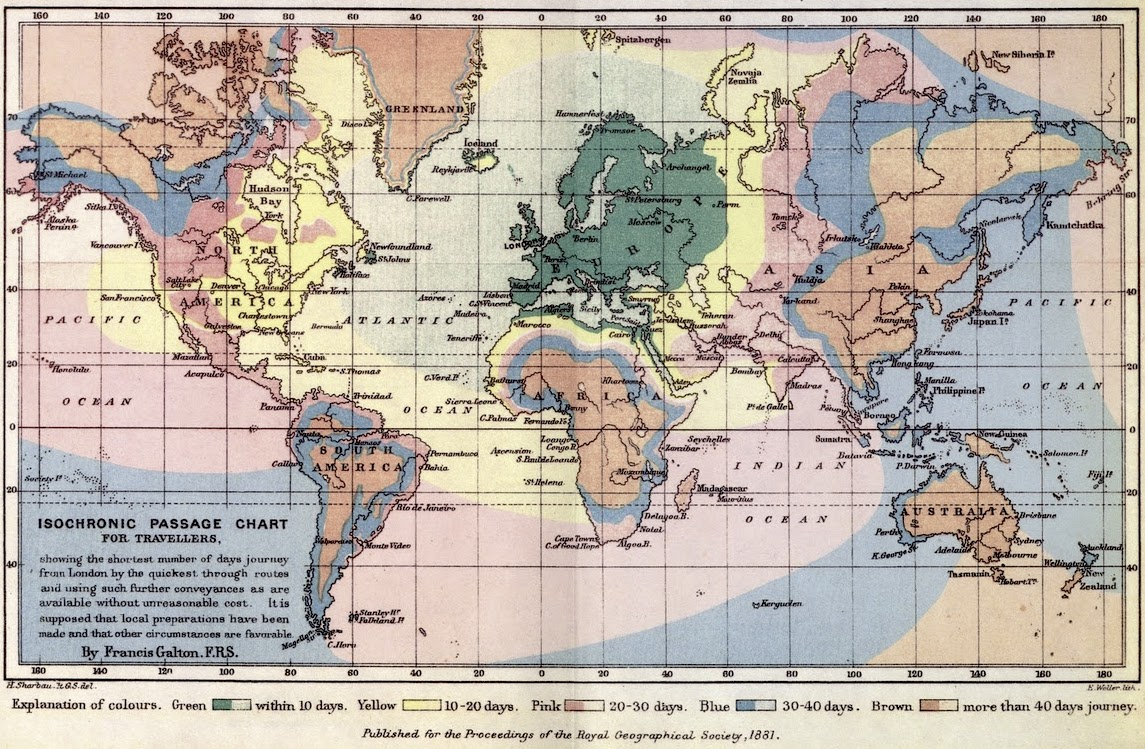
Première carte isochrone connue de Francis Galton, publiée pour la Proceedings of the Royal Geographical Society en 1881. Elle montre, pour cette année-là, les différents temps de parcours en jours depuis Londres jusqu'aux différentes parties du monde. Elle suppose des conditions de voyage favorables et une préparation à l'avance des déplacements. Elle s'appuie sur les modes de transports disponibles à l'époque pour un coût raisonnable.

Les cartes isochrones ont été utilisées pour la planification des transports au moins depuis 1887,. Parmi les plus anciens exemples de ces cartes on trouve l'Isochronic Postal Charts et l'Isochronic Passage Charts de Francis Galton en 1881 et 1882, l’Isochronic Distance Map and Chart de Collins Bartholomew, publiée pour la première fois au plus tard en 1889 et l’Isochronenkarte d'Albrecht Penck en 1887. Là où Galton et Bartholomew se contentèrent de produire des cartes représentant les jours ou les semaines nécessaires au parcours de longues distances, Albrecht Penck alla plus loin en ne se limitant pas aux voyages lointains et en proposant des cartes concernant des zones moins étendues. Il créa également une série de cartes indiquant les temps de parcours pour certains types de transports seulement, comme le train. Les cartes isochrones sont communément utilisées au Royaume-Uni pour l'aménagement du territoire,,,. Au XXIe siècle, les technologies de l'information et de la communication permettent de produire de telles cartes en temps réel pour les sites internet, permettant par exemple de renseigner les futurs acquéreurs d'un logement sur sa situation.

## Usages

### Hydrologie
Les cartes isochrones sont utilisées pour montrer le temps mis pour le ruissellement de l'eau d'un bassin versant vers un lac, un réservoir ou tout autre exutoire, en considérant que l'écoulement effectif est constant et uniforme,,,. L'un des premiers exemples de cette méthode est dû à Clark en 1945.

### Planification des transports

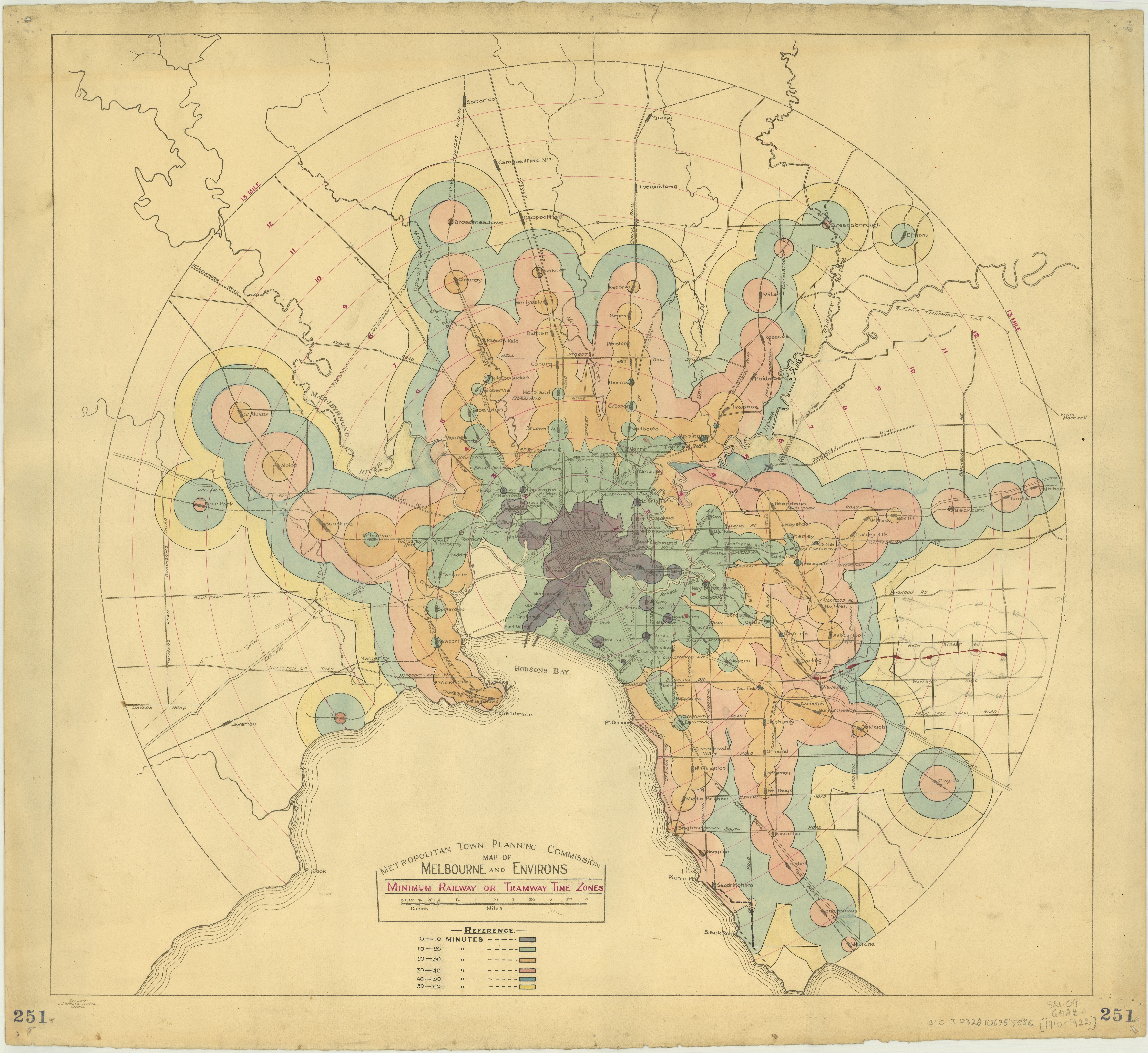
L'une des premières cartes isochrones du transport ferroviaire à Melbourne en 1910-1922.

Les cartes basées sur les temps de parcours peuvent être créées pour différents modes de transport comme la marche, le vélo, les véhicules motorisés. De telles cartes ont été massivement utilisées en 1972 dans une étude sur l'accessibilité de l'aéroport du Hampshire pour les véhicules privés motorisés. À cette époque, leur utilisation était limitée par leur temps de conception chronophage.
Des cartes isochrones peuvent être générées en utilisant Google Maps en prenant n'importe quel point de départ,. Différentes cartes isochrones existent dans le domaine des transports publics ou du transport ferroviaire. 
En 1790, la création des départements français s'est basée sur l'idée « qu'il devait être possible de se rendre en moins d'une journée de cheval au chef-lieu de chacun de ceux-ci depuis n'importe quel point de leur territoire. »

### Grand public
Des sites calculant les temps de parcours ont été conçus en utilisant la cartographie numérique et les données de l'open data,.